# Джордж Ципф
Джордж Кінгслі Ципф (правильно Зиф МФА: [ˈzɪf], англ. George Kingsley Zipf; 7 лютого 1902, Фріпорт, Іллінойс — 25 вересня 1950, Ньютон, Массачусетс) — американський лінгвіст та філолог з Гарвардського університету, відомий як автор емпіричного закону Ципфа.
Сформульовані Ципфом на основі статистичного аналізу англійських текстів закони поширюються і на інші мови і застосовуються в теорії криптографії, пошукових системах Інтернет тощо.